# 50-я пехотная дивизия (вермахт)
50-я пехотная дивизия (нем. 50. Infanterie-Division) — тактическое соединение сухопутных войск вооружённых сил нацистской Германии периода Второй мировой войны.

## Формирование и боевой путь
Сформирована 26 августа 1939 года.

### Польская кампания
5 сентября 1939 года до полудня в оставленный город Быдгощ вошли немецкие войска 123-го пехотного полка 50-й пехотной дивизии. Гражданская стража сражалась со вторжением немецких войск, даже после вывода регулярных частей польской армии.
По словам Лешека Мочульского, который вступил в непосредственную полемику с текстом профессора Влодзимежа Ястржебского, диверсия в Быдгоще, осуществлённая утром 3 сентября 1939 года, имела целью предоставить дипломатии Третьего рейха аргумент против требований Великобритании о необходимости сокращения нападения Германии на Польшу до локальных масштабов и неуведомления по Великобритании о вступлении Германии в войну во исполнение англо-польского договора о союзничестве.

«В начале одиннадцатого под Трыщнем и Щутками в результате кровопролитного боя задержана 50-я пехотная дивизия, укомплектованная кадровыми солдатами Восточной пограничной стражи <нем. Grenzschutz-Ost>. Аналогичная участь постигла и две следующие атаки, которые немцы предприняли в течение дня. Дивизия не смогла пробиться в Быдгощ и не смогла обеспечить эффективную помощь диверсантам. И только после шести часов вечера <3 сентября>, когда стало ясно, что помощь вермахта сражающимся в городе диверсантам опаздывает, 50-я дивизия остановила свой отчаянный натиск. Таким образом, столь тщательно подготовленный немцами план прогорел. Не состоялось „освобождение“ Быдгоща в результате „немецкого национального восстания“. (…) Другое дело, что даже если бы <диверсия> удалась, было бы слишком поздно, потому что на момент её начала Великобритания объявила войну Германии, так что даже успех быдгощской провокации не повлиял бы на отношение западных держав»— диссертация Лешека Мочульского, 2009.
На ранних этапах Второй мировой войны дивизия также участвовала в кампаниях во Франции и в Греции.

### Восточный фронт
В составе 11-й армии 50-я дивизия приняла участие в операции «Барбаросса» на южном участке Восточного фронта. С июня 1941 года она участвовала в войне против Советского Союза в составе 44-го армейский корпуса совместно с румынской 3-й армией. Корпус до 20 июля наступал через Тирасполь в Бессарабии до Днестра. Крымский полуостров угрожал правому флангу немецкого восточного фронта. После продвижения через Николаев к Днепру у Херсона был захвачен южный плацдарм, как условие для последующих операций по овладению Крымом.
50-я дивизии был установлен Э. фон Манштейном для наступления вместе с 46-й и 73-й фронт наступления на перешейке в семь километров шириной. Группа генерала П. И. Батова из советской 51-я армии противостояла 6 немецким дивизиям с августа по октябрь 1941 года на Перекопском перешейке с помощью глубоко эшелонированных оборонительных линий на входе в полуостров, которые потребовали при штурме многочисленных жертв. После прорыва укреплений немецкие соединения прорвали оборону советских войск и к ноябрю 1941 года наступали на Севастополь, Феодосию и Керчь. 44-й армейский корпус должен был с 50-й и 132-й пехотными дивизиями наступать Севастополь и захватить сильно укреплённый, но не полностью занятый войсками город внезапным нападением. Сопротивление Красной Армии значительно возросло в многочисленных фортах и бункерах на северных подступах к городу. В декабре 1941 года начался первый штурм Севастополя, который был взят только после длительной осады в июне 1942 года. 50-я дивизия участвовала в штурме Севастополя наступая вместе с 4 румынской горнострелковой дивизией по долине реки Бельбек.
После взятия города 50-я дивизия была переброшена через Керченский пролив на Кубань и участвовала в боевых действиях в составе 17-й армии на западных отрогах Северного Кавказа.
После года войны на Кубанском плацдарме 50-я дивизия вернулась в Крым в октябре 1943 года. При отступлении по иронии судьбы обороняла к 5 мая 1944 тот же северный сектор в устье реки Бельбек, что штурмовала 2 года назад (район посёлка Любимовка). Была разгромлена к 10-12 маю 1944 года при взятии Севастополя. Из эвакуированных по морю и новобранцев дивизия была переформирована и направлена в Восточную Пруссию. Остатки 50-й дивизии в конце войны находились в котле, пока они, наконец, не сдались в плен советским войскам в Пиллау.

## Состав
1939-1943:
- 121-й пехотный полк (Infanterie-Regiment 121)
- 122-й пехотный полк (Infanterie-Regiment 122)
- 123-й пехотный полк (Infanterie-Regiment 123)
- 150-й артиллерийский полк (Artillerie-Regiment 150)
- 71-й сапёрный батальон (Pionier-Bataillon 71)
- 150-й дивизион ПТО (Panzerabwehr-Abteilung 150)
- Могила генерал-майора Г. Майнхольда с эмблемой 50-й пехотной дивизии.150-й разведывательный батальон (Aufklärungs-Abteilung 150)
- 17-й батальон связи (Nachrichten-Abteilung 71)
- части снабжения

1943-1945 гг.:
- 121-й гренадёрский полк (Grenadier-Regiment 121)
- 122-й гренадёрский полк (Grenadier-Regiment 122)
- 123-й гренадёрский полк (Grenadier-Regiment 123)
- 150-й артиллерийский полк (Artillerie-Regiment 150)
- 71-й сапёрный батальон (Pionier-Bataillon 71)
- 150-й противотанковый дивизион (Panzerjäger-Abteilung 150)
- 71-й батальон связи (Nachrichten-Abteilung 71)
- 150-й фузилёрский батальон (Füsilier-Bataillon 150)
- 150-й запасной батальон (Feldersatz-Bataillon 150)
- части снабжения

## Награды
Всего военнослужащим 50-й пехотной дивизии за время войны были вручены 27 Рыцарских крестов и 110 немецких крестов в золоте.

## Память
После войны генерал-майор Гюнтер Майнхольд, бывший командир 122-го пехотного полка в 1938—1942 годах, и другие бывшие военнослужащие дивизии основали в Гёттингене общество однополчан 50-й пехотной дивизии, почётным председателем которой он был избран. Общество заботилось о судьбе выживших и памяти павших солдат и занималось написанием военной истории дивизии. Также в Гёттингене был сооружён дивизионный памятник.

## Командиры
- генерал-лейтенант Конрад Сорше (нем. Konrad Sorsche) (1 сентября 1939 — 25 октября 1940);
- генерал-лейтенант Карл-Адольф Холлидт (нем. Karl Adolf Hollidt) (25 октября 1940 — 23 января 1942);
- генерал-лейтенант Август Шмидт (нем. August Schmidt) (31 января — 1 марта 1942);
- генерал-лейтенант Фридрих Шмидт (нем. Friedrich Schmidt) (1 марта 1942 — 26 июня 1943), погиб в бою;
- оберст Герман Беме (нем. Hermann Böhme) (26 июня — 3 июля 1943), ТВО;
- генерал-лейтенант Фридрих Зикст (нем. Friedrich Sixt) (3 июля 1943 — 30 апреля 1944);
- генерал-лейтенант Пауль Бетц (нем. Paul Betz) (30 апреля — 9 мая 1944);
- генерал-майор Георг Хаус (нем. Georg Haus) (5 июня 1944 — 18 апреля 1945);
- генерал-майор Курт Доманский (нем. Kurt Domansky) (18 апреля — 28 апреля 1945), погиб в бою;
- полковник Рибберт (нем. Ribbert) (28 апреля — май 1945).